# Adiantum venustum
Espèce
Adiantum venustum, la Capillaire élégante ou Adiante gracieuse ou Capillaire chinoise, est une espèce de fougère de la famille des Pteridaceae. Elle est originaire des zones tempérées de Chine (Xizang) et de l'himalaya (Cachemire, Afghanistan, Népal, nord de l'Inde).

## Description
C'est une fougère vivace à rhizome traçant, haute de 30 à 80 cm, à tiges érigées avec fronde archée formant une touffe, évasée et retombante.
Les frondes sont larges, pyramidales, légères à nombreux folioles triangulaires, frangées et pendantes, au bout de fins pétioles noirs ; le feuillage est vert au revers d'un vert bleuté ; il est caduc à persistant selon l'intensité du froid.

## Utilisation et culture
Elle est utilisée comme plante d'ornement dans un jardin.
Elle s'implante à la mi-ombre, en sol riche, humifère, drainé, toujours frais. Cette espèce est assez tolérante au calcaire. La pousse est assez rapide.

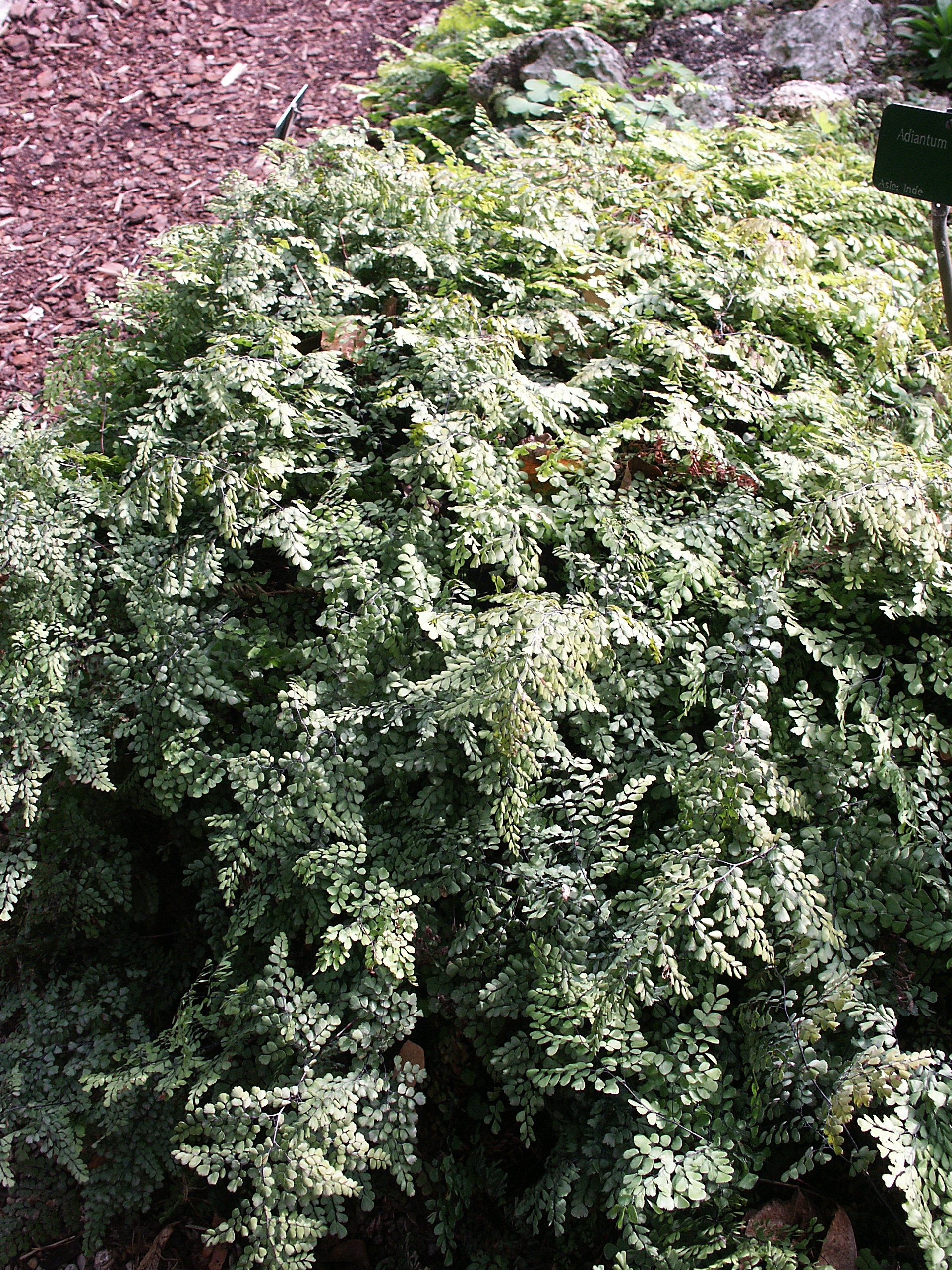
Adiantum venustum, vue générale
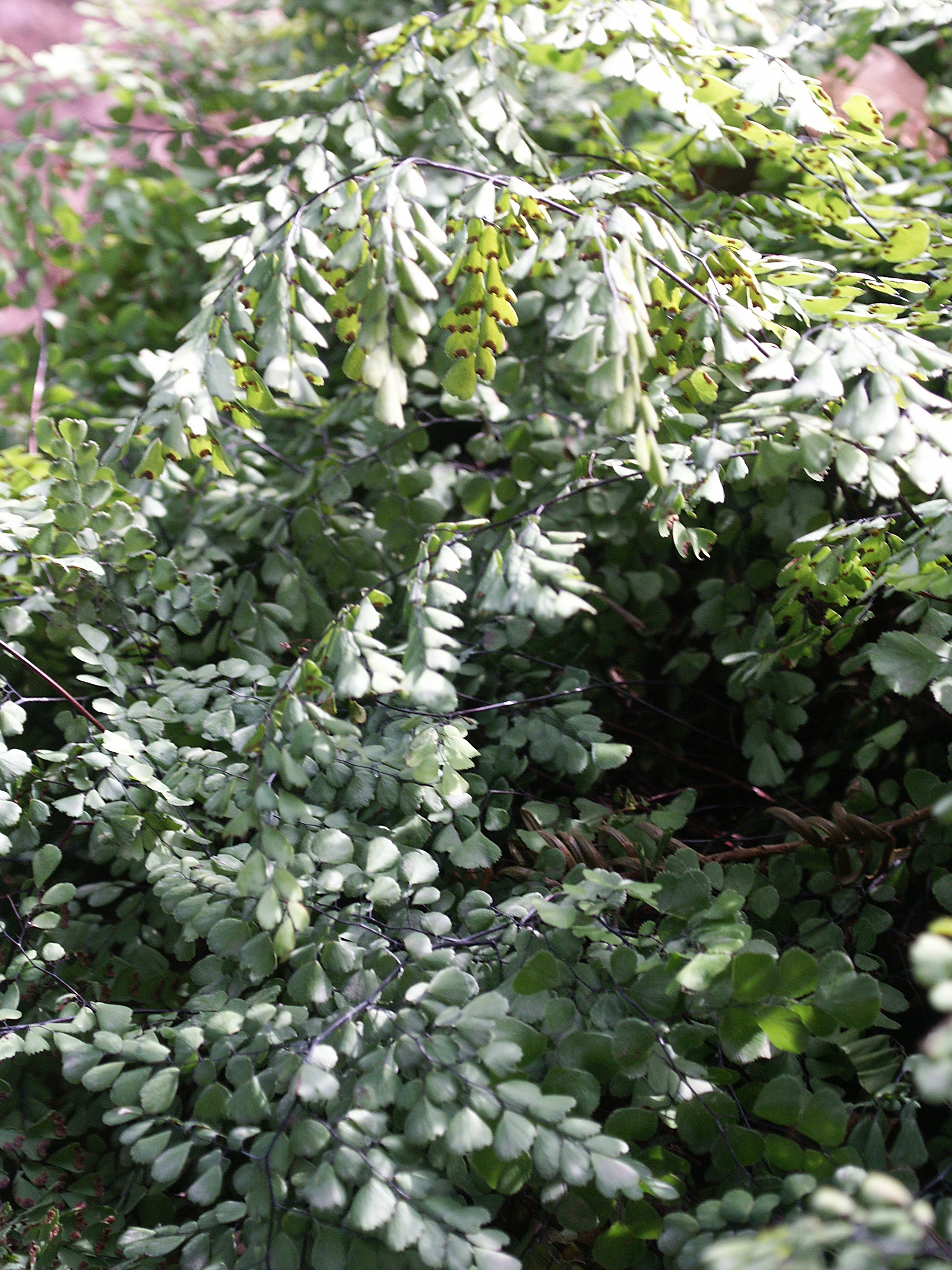
Adiantum venustum
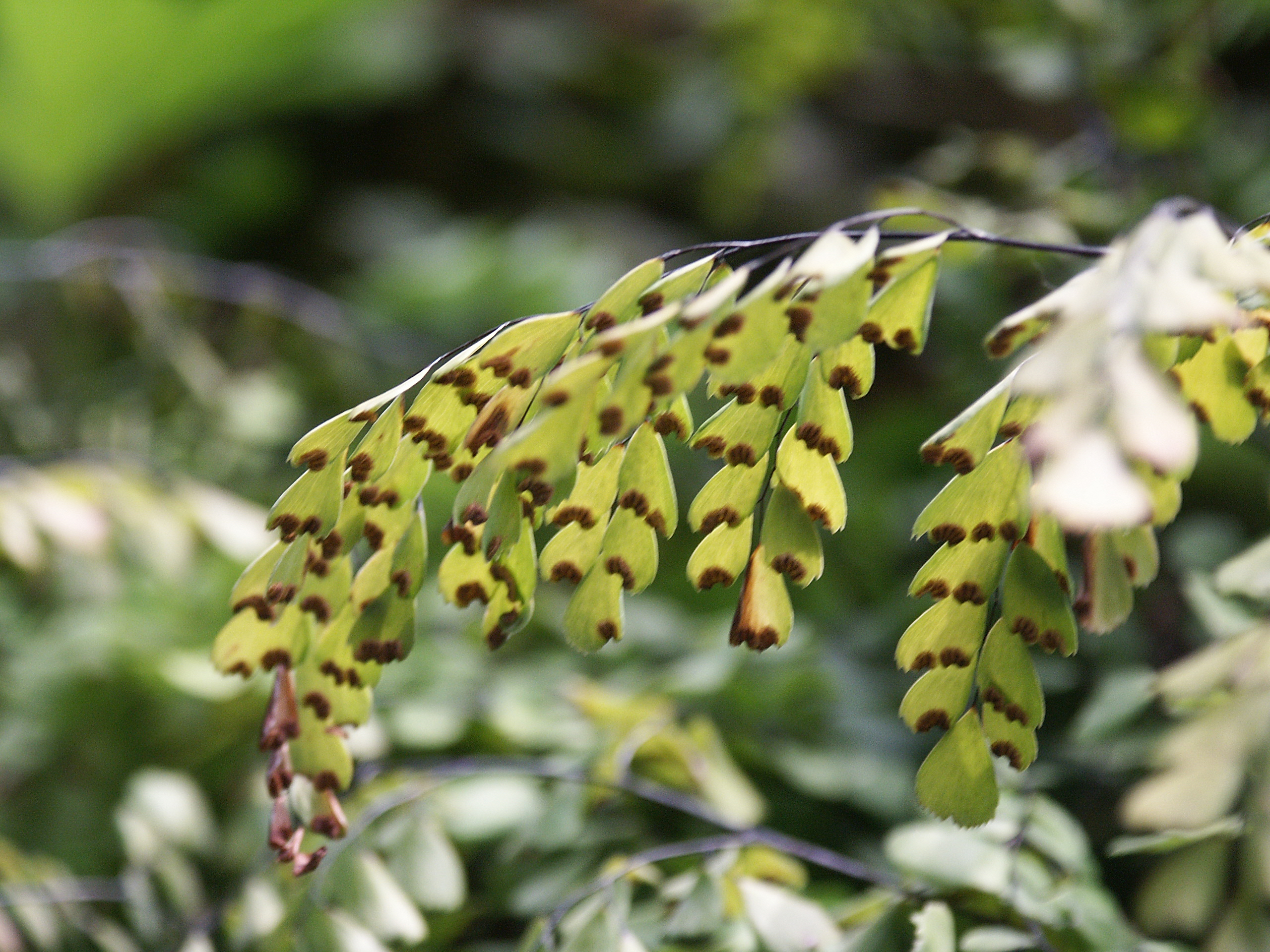
Sores d'Adiantum venustum
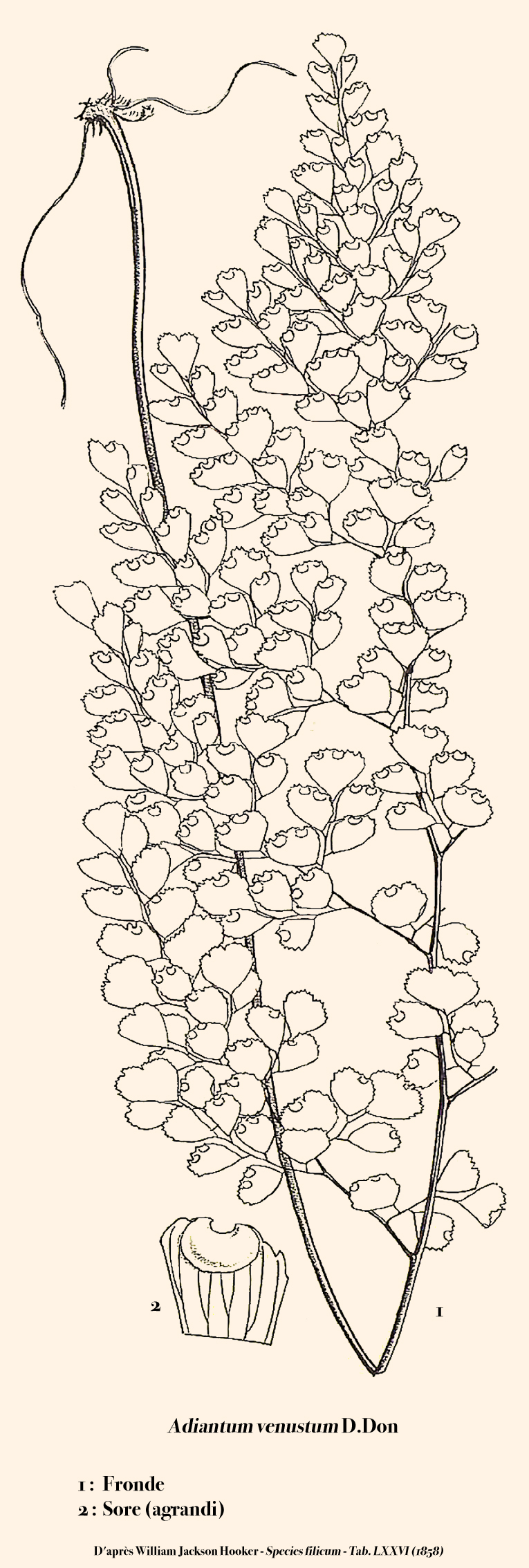
Planche de William Jackson Hooker